# 琉球地位未定論
琉球地位未定論（りゅうきゅうちいみていろん）は、沖縄地位未定論、琉球帰属未定論ともよばれ、中華人民共和国において、学者や中国共産党系機関誌等で主張されている、『沖縄が日本に属している法的な根拠はない』という理論である。

## 概要
「沖縄地位未定論」を主張する中国の歴史研究者は1990年代から存在してきたが、2013年には中国共産党機関紙、人民日報が沖縄県の帰属は「歴史上の懸案であり、未解決の問題だ」などとする論文を掲載したことが知られるきっかけとなった。
中国政府が公式の立場として、沖縄県が日本には属さないということを述べたことはないが、中国国内のフォーラムや学会、書籍等において熱心に議論されている論である。
ただし、2024年5月21日中華人民共和国報道官の華春瑩は「日本の領土は本州、北海道、九州、四国、その他の小さな島々に限定されるべきであり、それは我々の戦勝国によって決まるだろう」と沖縄地位未定論に基づいた発言をSNSで行った。

## 主な主張
- 中国社会科学院国際法研究所の羅歓欣は沖縄返還について『「1971年、日米は「統治権」を日本に「一方的に」譲り渡し、「移譲・譲渡」するという違法な「琉球及び大東諸島に関する協定」を私的に締結した。』と述べている[5]。
- 北京大学歴史教授の徐勇も「琉球王国が日本の『沖縄県』に変貌したのは軍国主義的侵略の結果であり、戦後日本が琉球諸島をアメリカから奪取したのも国際法上の根拠を欠いている」と言及、主権帰属の合法性を検討しても、『琉球の地位は確定していない』と述べている[5]。
- ポツダム宣言では、「日本国の主権は、本州、北海道、九州及び四国並びに吾等が決定する諸小島に局限せらるべし。」と記載されていることから、ここには琉球は含まないという意見が含まれる[5]。
- 2023年6月4日、習近平中国共産党総書記が「福州には琉球館、琉球墓があり、琉球との交流の根源が深いと知った」[6]と発言したことから、再び琉球地位未定論に関する議論が中国のメディアで議論を呼んだ[7]。
- 中国社会科学院学部院の張海鵬は、日清戦争後にも清政府は日本の琉球併合を決して認めておらず、1879年の日本の琉球併合は違法であり、国際法に違反している。国際法文書のカイロ宣言とポツダム宣言は、琉球が日本の領土であることを否定しており、国連の主催者・常任理事国として、中国には介入する権利があると述べている[8]。
- 中国共産党の機関紙環球時報は、2016年8月、琉球列島の地位は、論理的にも法的にも歴史的にも実は現在でも未確定であると考えられる。これは当初の英国による香港の中国への返還とは全く異なる概念であると『琉球の地位は未定である、「日本沖縄」と呼んではいけない』というタイトルで記事を掲載した[9]。

## 日本国内の琉球独立派との相違点
- 琉球独立の日本国内の団体は、先住民の民族自決権や自己決定権をもとに琉球独立の根拠とする場合があるが、中華人民共和国における琉球地位未定論は、あくまでポツダム宣言等が根拠になっており、沖縄の領有権や地位は戦勝国が決めるものということであり相違がある。

また、沖縄には沖縄県民が先住民であるとする琉球人先住民族論が存在する。

## 書籍
琉球地位未定論については学術的にも中華人民共和国において議論されている。書籍も出版され、下記が一例としてあげられる。
- 劉丹の著者による『琉球地位——歷史與國際法』[10]。
- 羅歓欣の著者による『国際法上的琉球地位与釣魚島主権』[11]。